# Mark Fettes
Mark Fettes (n. 21 iunie 1961, Weaverville⁠(d), Carolina de Nord, SUA) este un esperantist, profesor universitar de pedagogie și președintele Asociației Universale de Esperanto (AUE) începând din 2013.

## Carieră în Esperantujo
Din octombrie 1986 până în ianuarie 1992 Fettes a lucrat la oficiul central al AUE ca redactor la revista lunară Esperanto. În această perioadă el a restabilit de asemenea departamentul de relații publice al AUE. În 1990 a scris un eseu la subiectul ”O singură limbă pentru Europa” și a câștigat pentru acesta un premiu din partea European Union Studies Association, mai târziu fiind publicat în mai multe limbi ca document oficial esperanto.
La al 77-lea Congres Universal din Viena el a fost ales în postura de membru al consiliului de conducere al AUE, iar în 1994 a acceptat postul de secretar general după demisia esperantistului britanic Ian Jackson. A fost ales din nou secretar general în anul următor, dar în 1996 a demisionat în favoarea esperantistei italiene Michela Lipari. El a continuat, însă, să fie membru al consiliului de conducere până în 1998. La cel de-al 81-lea Congres Universal Mark Fettes a lansat Manifestul de la Praga, un document în mai multe limbi care pune accentul pe comunicarea democratică, drepturile lingvistice, păstrarea diversității lingvistice și educația lingvistică eficientă. El a mai organizat și simpozionul Nitobe, dedicat autorului, educatorului și diplomatului japonez Nitobe Inazō; expunerile de la simpozion au fost publicate mai târziu în cartea Al lingva demokratio (trad: Spre o democrație lingvistică).
În 1992 el a devenit unul dintre redactorii revistei esperanto Monato, la rubrica La monda vilaĝo (trad: Satul global), poziție pe care a deținut-o până în 1995. Mark Fettes a început să lucreze cu Fundația pentru Studii Esperantice în 1995 și a devenit primul său director general în anul 2000. În aprilie 2001 a organizat un seminar despre esperanto și educație în Arlington, Virginia. Acesta a dus la crearea a două proiecte educaționale pe web - edukado.net și lernu.net.
După o absență de 12 ani din comitetul de conducere al AUE (Komitato) Fettes s-a întors în 2010 ca membru de categoria B. El a propus crearea unei comisii pentru probleme strategice; Komitato a acceptat și l-a ales conducător al noii structuri.
În timpul celui de-al 98-lea Congres Universal de Esperanto de la Reykjavik, la 20 iulie 2013, Mark Fettes a fost ales președinte al AUE. Printre responsabilitățile sale se numără elaborarea unui plan strategic de lucru și a politicii congresului, administrarea finanțelor organizației, sediului, Organizației Universale de Tineret Esperanto, Centrului pentru Cercetare și Documentare a Problemelor Limbilor Lumii și a site-ului AUE, uea.org.

## Viața personală
Mark Fettes a învățat limba esperanto de sine stătător în Noua Zeelandă, pe când era copil de 14 ani.
În 2000 el și familia sa s-au mutat în Vancouver. După un an în poziția de cercetător postdoctoral la Universitatea Simon Fraser din oraș a devenit asistent universitar la facultatea de pedagogie, acolo unde lucrează până în prezent. Ulterior a devenit membru al consiliului de conducere al ESF, în prezent ocupând acolo poziția de vicepreședinte. El este responsabil, astfel, de colaborarea ESF cu organizația non-profit de tineret E@I și de planificarea/dezvoltarea diferitor proiecte.
În 2003 a primit un grant de cercetare în valoare de 1 milion de dolari pentru a studia educația copiilor indigeni. El a împărțit un alt grant de 1 milion de dolari cu un coleg în 2010 cu scopul de a crea o școală publică primară axată pe mediu în orașul Maple Ridge din apropiere. Această școală urmărește să-i învețe pe copii despre mediu și problemele ecologice.
În același timp Fettes elaborează un studiu despre diferențele dintre învățarea bazată pe experiență și cea tradițională bazată pe manuale școlare.